# Johann Martin Steiner
Johann Martin Steiner (* 28. Mai 1738 in Sonneberg; † 14. September 1805 ebenda) war ein deutscher Maler, Bürgermeister und Chronist.
Johann Martin Steiner wurde als viertes Kind des Schachtelmalers Johann Andreas Steiner geboren. Nachdem sein Vater 1747 verstorben war, musste Johann Martin seiner Mutter im väterlichen Handwerk beistehen. Daher konnte er die Sonneberger Lateinschule nicht mehr regelmäßig besuchen, was er später als Chronist sehr beklagte. Zunächst erlernte er im väterlichen Betrieb von klein auf das Handwerk des Schachtelmalers und die Wismutmalerei. Mit 21 Jahren machte er sich selbstständig und heiratete. 1776 wurde er von der Wismutmalerinnung und der einfachen Bürgerschaft für zwei Jahre in das städtische Amt eines Viertelsmeisters entsandt. 1787 übernahm er für zwei Jahre das Amt des Gemeindebürgermeisters und wurde danach Mitglied des Rates der Stadt. Als Ratsherr war er von 1792 bis 1793 für das kommunale Bauwesen und von 1795 bis 1796 für die städtischen Finanzen zuständig. Danach wurde er zum Regierenden Bürgermeister gewählt, der die Belange der Stadt auch nach außen juristisch zu vertreten hatte. Um die Jahrhundertwende zog er sich zunehmend aus dem öffentlichen Leben zurück.
Eine über sein erfülltes Leben hinausgehende Bedeutung erlangte Johann Martin Steiner jedoch nicht als Wismutmaler und Ratsherr, sondern als Chronist. Durch die Ereignisse nach Ausbruch des Siebenjährigen Krieges sah er sich ab 1756 veranlasst, besondere Geschehnisse seiner Zeit aufzuschreiben und entsprechende Dokumente zu sammeln. Dabei hielt er keineswegs nur fest, was in und um Sonneberg geschah, „sondern eben auch das, was er hörte und was die Sonneberger Bevölkerung beschäftigte. Dazu gehörten Ereignisse der europäischen Geschichte. Durch die Zeitungslektüre waren Männer und Frauen aus dem Volk darüber im Bilde, was in der Welt geschah. So ist der Chronist voll und ganz ein Vertreter seiner Zeit, der seinen Nachkommen ein möglichst umfassendes Bild übermitteln möchte.“ Nach dem Tod Johann Martin Steiners verblieb die handschriftliche Chronik im Besitz seiner Nachkommen. 1882 und 1883 erschienen in der Tagespresse Auszüge aus der Steinerschen Chronik unter dem Titel „Sonneberg in Stadt und Land vor hundert Jahren“. 1926 gab der Lehrer Adolf Wilhelm Müller auszugsweise eine Transkription heraus, die den Eindruck vermittelte, die Chronik sei ein nur auf Sonneberg ausgerichtetes Geschichtswerk. Nach einer Vereinbarung des Stadtarchivs Sonneberg mit dem Eigentümer der Steinerschen Schrift, dem Professor für theoretische Physik Frank Steiner, war es 1999 möglich, die Chronik der wissenschaftlichen Forschung zugänglich zu machen. Das Stadtarchiv beauftragte die Historiker Hans Gauß und Thomas Schwämmlein mit der Transkription der Steinerschen Schrift. Die Zusammenarbeit der beiden Historiker mit einem Team des Stadtarchivs Sonneberg führte schließlich zu einer Fassung der Steinerschen Chronik, die 2017 veröffentlicht wurde.

## Sonstiges
Johann Martins jüngerer Bruder war der Sonneberger Maler und Liedersammler Johann Georg Steiner. Die Gasse in der Oberen Stadt (Altstadt), in der die Brüder gemeinsam ein Haus bewohnten, trägt seit 1870 offiziell den Namen Steinersgasse.